# Бързолетоподобни
Бързолетоподобните (Apodiformes) са разред дребни птици, на външен вид подобни на лястовиците, но малко по-едри от тях. Дължината на тялото им е около 20 cm, размаха на крилете достига над 50 cm и тежат до около 100 грама. Характерна особеност са дългите им сърповидно извити криле. Окраската им е тъмна и едноцветна. Човката е малка, но се отваря значително, благодарение на широките кожни гънки от двете и страни. Бързолетоподобните са птиците с най-висока скорост на активен (хоризонтален) полет, скоростта им понякога надхвърля 180 km/h. Практически не кацат извън периода на мътене и отглеждане на малките, а ако го направят то е на висока скала или сграда, откъдето могат да се спуснат директно в полет. Краката са им съвсем малки и закърнели, завършващи с куковидно извити нокти, служат единствено за да се задържат. Не могат да ходят и ако случайно попаднат на повърхността на земята, излитат отблъсквайки се с криле.

## Разпространение
Срещат се на всички континенти с изключение на Антарктида.
В България се срещат 3 представители на семейство Бързолетови:
- Блед бързолет – (Apus pallidus)
- Черен бързолет – (Apus apus)
- Алпийски (белогръд) бързолет – (Apus melba)

## Начин на живот и хранене
Живота си прекарват общо взето в непрекъснат полет. Спят, хранят се и въобще вършат всичко летейки, като единствено спират за да мътят. Насекомоядни. Храната си набавят летейки с широко отворена човка, събирайки по този начин дребни летящи насекоми като в сакче (за разлика от лястовиците, които активно ловуват).

## Размножаване
Строят гнездата си по високи скалисти и непристъпни местности, понякога в пещери или сгради. Гнездото прилича на лястовичето, изградено е от фина глина и секрет подобен на слюнка. Снасят 2–4 яйца, малките се раждат безпомощни и в първия месец от живота им родителите се грижат изцяло за тях.

## Допълнителни сведения
В някои източни страни се приготвя специална супа от лястовичи гнезда, които всъщност са гнезда на бързолети от род Салангани (Collocalia). И трите представителя на разреда, срещащи се в България, са защитени от закона.

## Списък на видовете

### Семейство Apodidae
- Род Aerodramus Oberholser, 1906
  - Вид Aerodramus amelis
  - Вид Aerodramus bartschi
  - Вид Aerodramus brevirostris
  - Вид Aerodramus elaphrus
  - Вид Aerodramus francicus
  - Вид Aerodramus fuciphagus
  - Вид Aerodramus germanus
  - Вид Aerodramus hirundinaceus
  - Вид Aerodramus infuscatus
  - Вид Aerodramus inquietus
  - Вид Aerodramus leucophaeus
  - Вид Aerodramus maximus
  - Вид Aerodramus mearnsi
  - Вид Aerodramus nuditarsus
  - Вид Aerodramus ocistus
  - Вид Aerodramus orientalis
  - Вид Aerodramus palawanensis
  - Вид Aerodramus papuensis
  - Вид Aerodramus pelewensis
  - Вид Aerodramus rogersi
  - Вид Aerodramus salanganus
  - Вид Aerodramus sawtelli
  - Вид Aerodramus spodiopygius
  - Вид Aerodramus terraereginus
  - Вид Aerodramus unicolor
  - Вид Aerodramus vanikorensis
  - Вид Aerodramus vulcanorum
  - Вид Aerodramus whiteheadi
- Род Aeronautes Hartert, 1892
  - Вид Aeronautes andecolus
  - Вид Aeronautes montivagus
  - Вид Aeronautes saxatalis
- Род Apus Scopoli, 1777
  - Вид Apus acuticauda
  - Вид Apus aequatorialis
  - Вид Apus affinis
  - Вид Apus alexandri
  - Вид Apus apus, Черен бързолет
  - Вид Apus balstoni
  - Вид Apus barbatus
  - Вид Apus batesi
  - Вид Apus berliozi
  - Вид Apus bradfieldi
  - Вид Apus caffer
  - Вид Apus horus
  - Вид Apus melba, Алпийски бързолет
  - Вид Apus niansae
  - Вид Apus nipalensis
  - Вид Apus pacificus, Тихоокеански бързолет
  - Вид Apus pallidus, Блед бързолет
  - Вид Apus toulsoni
  - Вид Apus unicolor
- Род Chaetura Stephens, 1826
  - Вид Chaetura andrei
  - Вид Chaetura brachyura
  - Вид Chaetura chapmani
  - Вид Chaetura cinereiventris
  - Вид Chaetura egregia
  - Вид Chaetura martinica
  - Вид Chaetura pelagica, коминен бързолет
  - Вид Chaetura spinicauda
  - Вид Chaetura vauxi
- Род Collocalia Gray, 1840
  - Вид Collocalia esculenta
  - Вид Collocalia linchi
  - Вид Collocalia troglodytes
- Род Cypseloides Streubel, 1848
  - Вид Cypseloides cherriei
  - Вид Cypseloides cryptus
  - Вид Cypseloides fumigatus
  - Вид Cypseloides lemosi
  - Вид Cypseloides niger
  - Вид Cypseloides phelpsi
  - Вид Cypseloides rothschildi
  - Вид Cypseloides rutilus
  - Вид Cypseloides senex
  - Вид Cypseloides storeri
- Род Cypsiurus Lesson, 1843
  - Вид Cypsiurus balasiensis
  - Вид Cypsiurus parvus
- Род Hirundapus Hodgson, 1837
  - Вид Hirundapus caudacutus
  - Вид Hirundapus celebensis
  - Вид Hirundapus cochinchinensis
  - Вид Hirundapus giganteus
- Род Hydrochous Brooke, 1970
  - Вид Hydrochous gigas
- Род Mearnsia Ridgway, 1911
  - Вид Mearnsia novaeguineae
  - Вид Mearnsia picina
- Род Neafrapus Mathews, 1918
  - Вид Neafrapus boehmi
  - Вид Neafrapus cassini
- Род Panyptila Cabanis, 1847
  - Вид Panyptila cayennensis
  - Вид Panyptila sanctihieronymi
- Род Rhaphidura Oates, 1883
  - Вид Rhaphidura leucopygialis
  - Вид Rhaphidura sabini
- Род Schoutedenapus De Roo, 1968
  - Вид Schoutedenapus myoptilus
  - Вид Schoutedenapus schoutedeni
- Род Streptoprocne Oberholser, 1906
  - Вид Streptoprocne biscutata
  - Вид Streptoprocne semicollaris
  - Вид Streptoprocne zonaris
- Род Tachornis Gosse, 1847
  - Вид Tachornis furcata
  - Вид Tachornis phoenicobia
  - Вид Tachornis squamata
- Род Telacanthura Mathews, 1918
  - Вид Telacanthura melanopygia
  - Вид Telacanthura ussheri
- Род Zoonavena Mathews, 1918
  - Вид Zoonavena grandidieri
  - Вид Zoonavena sylvatica
  - Вид Zoonavena thomensis

### Семейство Hemiprocnidae
- Род Hemiprocne Nitzsch, 1829
  - Вид Hemiprocne comata
  - Вид Hemiprocne coronata
  - Вид Hemiprocne longipennis
  - Вид Hemiprocne mystacea